# Bâtiments du Parlement de Colombie-Britannique
Pour les articles homonymes, voir Bâtiment du Parlement.
Les bâtiments du Parlement de Colombie-Britannique sont situés à Victoria, Colombie-Britannique et servent de siège à l'Assemblée législative de la Colombie-Britannique.
Le Président de l'Assemblée et le Sergent d'armes sont responsables de la circonscription législative, qui inclut dans les statuts les bâtiments du Parlement.
Le Parlement est orienté vers le Nord, sur Belleville street, faisant face au port. Sur la droite, on peut admirer l'imposant Empress Hotel du Canadien Pacifique. Une statue massive de la Reine Victoria se trouve sur la pelouse devant le Parlement, ainsi qu'une statue représentant un soldat, destinée à honorer la mémoire des morts de la province pendant la Première Guerre mondiale, la Seconde Guerre mondiale et la Guerre de Corée. Au sommet du dôme central, on veut voir une statue de George Vancouver recouverte d'or. Des visites gratuites sont organisées chaque semaine.

## Histoire
La construction des bâtiments du Parlement fut autorisée par un décret provincial, en 1893, c'est le Parliament Buildings Construction Act. La province, désireuse de montrer sa croissance, et son nouveau statut économique, politique et social, lança un appel d'offres pour construire un nouveau bâtiment législatif à Victoria, après la destruction du précédent (connu familièrement sous le nom de « The Birdcages », la Cage à Oiseaux) par le feu, en 1895. Francis Rattenbury, récemment immigré d'Angleterre, qui signait ses dessins « A B.C. Architect », remporta l'appel d'offres, malgré ses 25 ans seulement.
Malgré de nombreux problèmes, un dépassement du budget prévu de 400 000 $, le Parlement de Colombie-Britannique ouvrit officiellement ses portes en 1898. La taille de sa façade de 150 mètres de long, son dôme central et ses deux pavillons latéraux, la richesse de la décoration intérieure avec du marbre blanc, et son style néo-roman contribuèrent à impressionner les habitants de la nouvelle province. Son succès assura à Rattenbury de nombreuses autres commandes dans d'autres parties de la province, avec notamment des bâtiments adjacents au Parlement en 1913-1915 et l'Empress Hotel.
Mis à part les membres élus de l'Assemblée législative, deux autres organisations ont le privilège de pouvoir siéger dans l'enceinte du Parlement : Parlement de la Jeunesse de Colombie-Britannique (depuis 1924, si l'on excepte une période à la fin des années 1940 et au début des années 1950) et le Universities Model Parliament de Colombie-Britannique.
Pendant les Jeux du Commonwealth de 1994, des concerts gratuits eurent lieu sur la pelouse devant le Parlement, attirant jusqu'à 40 000 personnes.

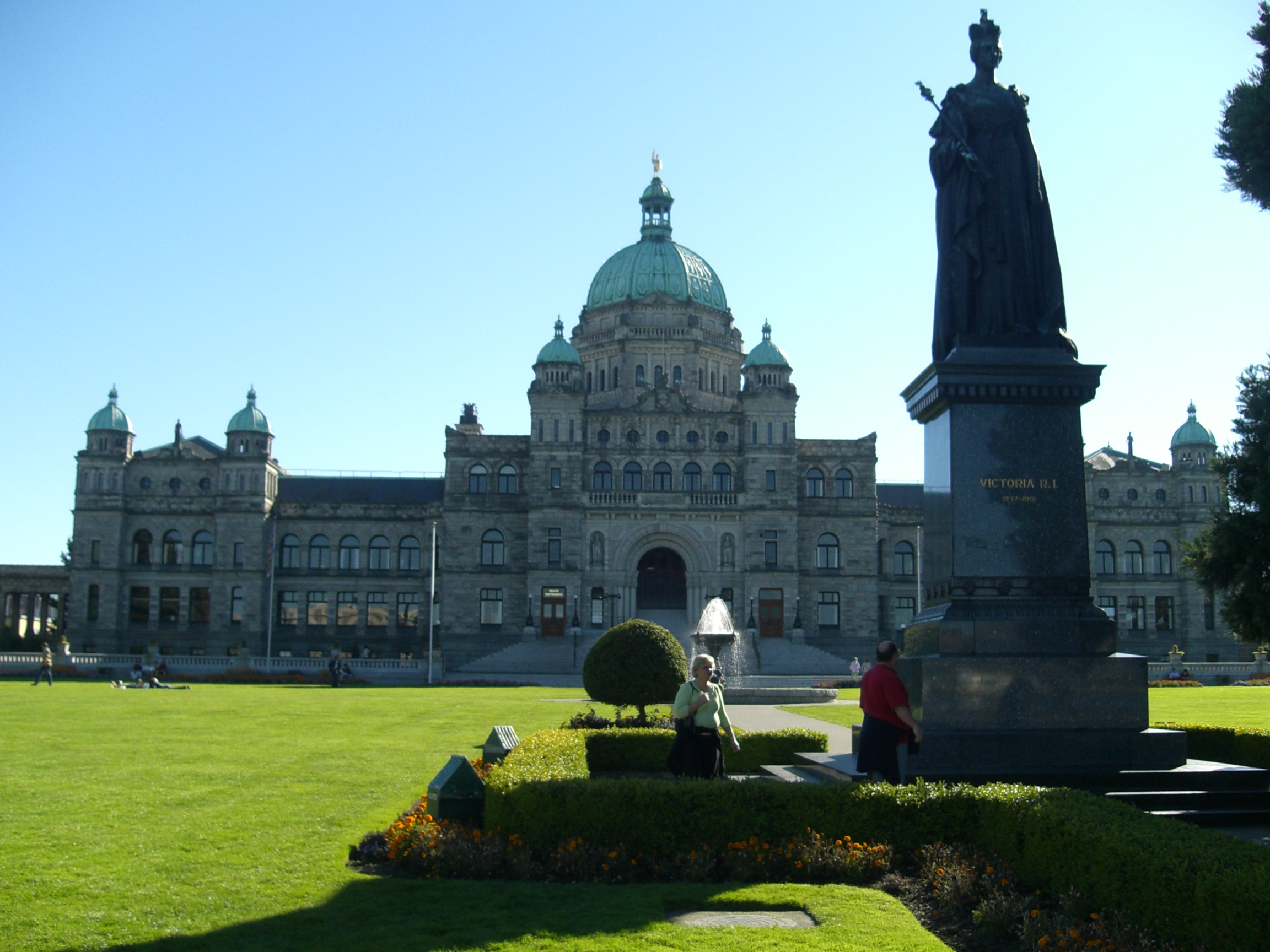
Parlement de Colombie-Britannique et statue de la Reine Victoria.
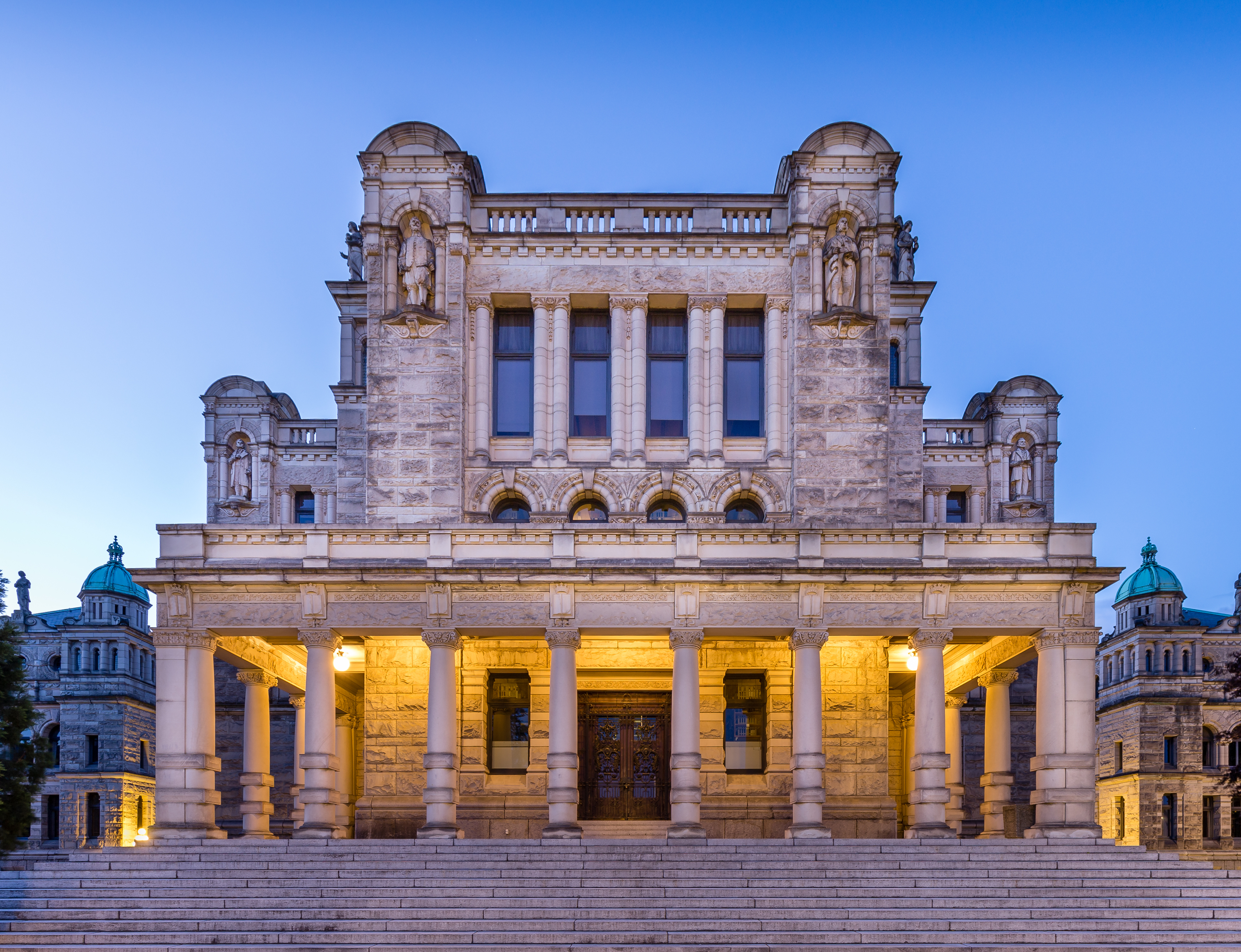
L'un des bâtiments du Parlement de Colombie-Britannique.